# Golfo de Lingayen

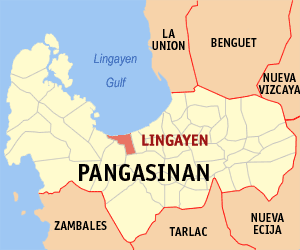
Baía de Lingayen no mapa da região de Luzon

O golfo de Lingayen ou baía de Lingayen é um braço do Mar da China que se estende por 56 km para dentro da ilha de Luzon, nas Filipinas. Tem diversas cidades em volta de sua costa, incluindo a cidade do mesmo nome, Lingayen. O golfo abriga um grande número de pequenas ilhas, de tamanhos que variam entre alguns quilômetros e poucos metros, 123 delas dentro do chamado Hundred Islands National Park (Parque Nacional das Cem Ilhas), uma das maiores atrações turísticas do país.
A pesca e a produção de sal marinho – produzido através de um processo de separação a vapor de seus cristais da água salgada do mar - são as duas principais atividades econômicas na região.

## Segunda Guerra Mundial
O golfo de Lingayen é historicamente famoso por ser um local intimamente ligado às batalhas pelo domínio das Filipinas durante a Segunda Guerra Mundial. Foi aqui que as tropas japonesas desembarcaram em dezembro de 1941, iniciando a invasão do país, que culminaria quatro meses depois na vitória em Corregidor e consequente fuga do General Douglas MacArthur para a Austrália. E foi também aqui que as tropas norte-americanas desembarcaram em 9 de janeiro de 1945, dando início à retomada da ilha das mãos do Império Japonês, após um devastador bombardeio naval da frota aliada e o desembarque de mais de 200 000 soldados nas praias do golfo.